# GVAV in het seizoen 1965/66
Het seizoen 1965/1966 was het 12e jaar in het bestaan van de Groningse betaaldvoetbalclub GVAV. De club kwam uit in de Eredivisie en eindigde daarin op de zesde plaats. Tevens deed de club mee aan het toernooi om de KNVB beker, hierin werd de club in de groepsfase uitgeschakeld.

## Wedstrijdstatistieken

### Eredivisie
|       | ADO   | Ajax  | DOS   | DWS   | Elinkwijk | Feijenoord | Fortuna '54 | Go Ahead | Heracles | MVV   | PSV   | Sparta | Telstar | FC Twente '65 | Willem II |
| ----- | ----- | ----- | ----- | ----- | --------- | ---------- | ----------- | -------- | -------- | ----- | ----- | ------ | ------- | ------------- | --------- |
| Thuis | 1 – 1 | 0 – 2 | 5 – 3 | 0 – 0 | 4 – 0     | 2 – 1      | 2 – 0       | 2 – 4    | 1 – 1    | 2 – 0 | 2 – 0 | 1 – 0  | 4 – 2   | 0 – 2         | 4 – 1     |
| Uit   | 0 – 0 | 5 – 1 | 3 – 2 | 3 – 1 | 1 – 1     | 1 – 2      | 0 – 0       | 2 – 0    | 2 – 1    | 1 – 0 | 0 – 2 | 1 – 2  | 2 – 0   | 1 – 1         | 4 – 0     |

### KNVB beker
| Groepsfase                                            | Heerenveen                                     | 0 – 3 (0 – 1) | GVAV                                                         |
| 19 september 1965 Plaats: Heerenveen J.H. Kruisstraat |                                                |               | 4' Joop Oomens 62' Gerrit van Tilburg 80' Hennie van Nee     |
| Groepsfase                                            | GVAV                                           | 0 – 3 (0 – 1) | Veendam                                                      |
| 7 november 1965 Plaats: Groningen Oosterpark          |                                                |               | 15' (pen.) Bé Kuiper 61' Rikkert La Crois 78' Bennie Specken |
| Groepsfase                                            | GVAV                                           | 4 – 1 (1 – 1) | SC Cambuur                                                   |
| 2 januari 1966 Plaats: Groningen Oosterpark           | Joop Oomens 19', 53', 87' Dick Bosschieter 70' |               | 4' Dirk Roelfsema                                            |

## Statistieken GVAV 1965/1966

### Eindstand GVAV in de Nederlandse Eredivisie 1965 / 1966
| Stand | Gespeeld | Gewonnen | Gelijk | Verloren | Punten | Doelpunten voor | Doelpunten tegen |
| ----- | -------- | -------- | ------ | -------- | ------ | --------------- | ---------------- |
| 6e    | 30       | 12       | 7      | 11       | 31     | 43              | 43               |

### Topscorers
| #      | Naam               | Goal |
| ------ | ------------------ | ---- |
| 1.     | Gerrit van Tilburg | 11   |
| 2.     | Ole Fritsen        | 9    |
| 3.     | Dick Bosschieter   | 6    |
| 4.     | Martin Koeman      | 5    |
| 5.     | Joop Oomens        | 4    |
| 6.     | Ferry Pettersson   | 3    |
| 7.     | Ronald Breinburg   | 1    |
| 7.     | Jaap Kooistra      | 1    |
| 7.     | Hennie van Nee     | 1    |
| 7.     | Wim Visser         | 1    |
| 7.     | Henk Zoetendal     | 1    |
| Totaal | Totaal             | 43   |

| #      | Naam               | Goal |
| ------ | ------------------ | ---- |
| 1.     | Joop Oomens        | 4    |
| 2.     | Dick Bosschieter   | 1    |
| 2.     | Hennie van Nee     | 1    |
| 2.     | Gerrit van Tilburg | 1    |
| Totaal | Totaal             | 7    |

## Voetnoten
ADO ·
Ajax ·
DOS ·
DWS ·
Elinkwijk ·
Feijenoord ·
Fortuna '54 ·
Go Ahead ·
GVAV ·
Heracles ·
MVV ·
PSV ·
Sparta ·
Telstar ·
FC Twente '65 ·
Willem II